# Reprezentacja Martyniki w piłce nożnej mężczyzn
Reprezentacja Martyniki w piłce nożnej jest narodową drużyną Martyniki - departamentu zamorskiego Francji i jest kontrolowana przez Ligę Piłki Nożnej Martyniki (Ligue de Football de Martinique), założoną w 1953 roku, która jest częścią Francuskiej Federacji Piłki Nożnej. Jako autonomia francuska drużyna Martyniki nie może być członkiem Międzynarodowej Federacji Piłki Nożnej (FIFA), ale od 1964 roku jest członkiem Konfederacji Piłkarskiej Ameryki Północnej, Środkowej i Karaibów (CONCACAF). Największymi osiągnięciami reprezentacji Martyniki są zdobycie Pucharu Karaibów w 1993 roku oraz dotarcie do ćwierćfinałów Złotego Pucharu CONCACAF w 2002 roku. Trenerem tej reprezentacji obecnie jest Marc Collat.

## Udział wMistrzostwach Świata
- 1930 – 2022 – Nie brała udziału (nie była członkiem Międzynarodowej Federacji Piłki Nożnej)

## Udział wZłotym Pucharze CONCACAF
- 1991 – Nie zakwalifikowała się
- 1993 – Faza grupowa
- 1996 – 2000 – Nie zakwalifikowała się
- 2002 – Ćwierćfinał
- 2003 – Faza grupowa
- 2005 – 2011 – Nie zakwalifikowała się
- 2013 – Faza grupowa
- 2015 – Nie zakwalifikowała się
- 2017 – Faza grupowa
- 2019 – Faza grupowa
- 2021 – Faza grupowa

## Udział wPucharze Karaibów
- 1989 – Nie zakwalifikowała się
- 1990 – Turnieju nie dokończono[1]
- 1991 – Faza Grupowa
- 1992 – III Miejsce
- 1993 – Mistrzostwo
- 1994 – II Miejsce
- 1995 – Nie zakwalifikowała się
- 1996 – III Miejsce
- 1997 – Faza Grupowa
- 1998 – Faza Grupowa
- 1999 – Nie zakwalifikowała się
- 2001 – III Miejsce
- 2005 – Nie zakwalifikowała się
- 2007 – Faza Grupowa
- 2008 – Nie zakwalifikowała się
- 2010 – Faza Grupowa
- 2012 – IV Miejsce
- 2014 – Faza Grupowa
- 2017 – IV Miejsce